# Der Morgen Danach
Der Morgen danach (укр. «Наступного ранку») — сингл з сьомого альбому швейцарського гурту Lacrimosa. Концептуально він продовжує сюжетну лінію попередного альбому Elodia, який закінчився піснею Am Ende stehen wir zwei. Також на синглі присутня пісня Vankina, яка була написана та виконана Анне Нурмі фінською.

## Список композицій
| #  | Назва                               | Автор                  | Тривалість |
| -- | ----------------------------------- | ---------------------- | ---------- |
| 1. | «Der Morgen Danach»                 | Тіло Вольф             | 4:25       |
| 2. | «Der Morgen Danach» (Metus Version) | Тіло Вольф             | 3:25       |
| 3. | «Nichts Bewegt Sich»                | Тіло Вольф             | 5:05       |
| 4. | «Vankina»                           | Анне Нурмі, Тіло Вольф | 5:17       |